# Weinmann (equipo ciclista)
El equipo Weinmann fue un equipo ciclista belga que compitió profesionalmente entre el 1989 y el 1991. No se tiene que confundir con el equipo suizo de Weinmann-La Suisse.

## Corredor mejor clasificado en las Grandes Vueltas
| Año  | Giro de Italia | Tour de Francia     | Vuelta a España |
| ---- | -------------- | ------------------- | --------------- |
| 1989 | -              | 21.º Beat Breu      | -               |
| 1990 | -              | 36.º Patrick Robeet | -               |
| 1991 | -              | 83.º Rolf Järmann   | -               |

## Principales resultados
- Vuelta en Suiza: Beat Breu (1989)
- Amstel Gold Race: Adrie van der Poel (1990)
- Tour del Oise: Wilfried Nelissen (1991)

### A las grandes vueltas
- Tour de Francia
  - 3 participaciones (1989, 1990, 1991)
  - 0 victoria de etapa: